# ナフタリ・ベネット
ナフタリ・ベネット（ヘブライ語: נַפְתָּלִי בֶּנֶט, ラテン文字転写: Naftali Bennett, 1972年3月25日 - ）は、イスラエルの政治家。政党新右翼の党首だった。首相（第18代）、副首相、経済大臣や国防大臣など複数の閣僚ポストを経験している。

## 来歴
1972年にハイファで生まれ、イスラエル国防軍に入隊すると特殊部隊「サイェレット・マトカル」や「サイェレット・マグラン」で将校となり、レバノンなどでの任務に関わる。
軍を除隊後1999年にアメリカのマンハッタンでソフトウェア会社「Cyota」を創業。「Cyota」は2005年にRSAセキュリティの買収を受け、2008年に「Soluto」の運営などに関わる。 
2006年から2008年までリクードの党首の補佐官だった。
また2011年には市民団体「イスラエル・シェリー」の創始者となり、2012年には右派政党「ユダヤ人の家」党首になる。
2013年1月の第19回クネセト選挙でユダヤ人の家は12議席分の票を獲得して、ベネットはその一部として初当選して、クネセト議員になる。ネタニヤフのリクードに協力して連立与党になり、3月に発足した第3次ネタニヤフ内閣(第33代政府)で経済大臣とエルサレム・ディアスポラ担当大臣を務める。
2015年3月の第20回クネセト選挙でユダヤ人の家は8議席分の票を獲得して、ベネットはその一部として当選した。5月に成立した第四次ネタニヤフ政権(第34代政府)で教育大臣とディアスポラ担当大臣になる。ユダヤ人の家の議員でベネットの側近Ayelet Shakedが法務大臣になる。
2018年11月、イスラエル我が家(イスラエルベイテイヌ)の党首のアヴィグドール・リーベルマンが国防大臣と議員を辞職して連立政権を離脱したため、ベネットはネタニヤフ首相に空席になった国防大臣の座を要求したが、叶えられなかったため連立政権の離脱を示唆した。しかし、離脱はしなかった。しかし結局、アヴィグドール・リーベルマンのイスラエル我が家(イスラエルベイテイヌ)が連立政権を離脱したことで、連立政権は議会の120議席のうち61議席しか持たなくなり不安定になり、議会は解散され2019年4月に選挙が実施されることになった。
ベネットはそれまで「ユダヤ人の家」に所属して党首を務めていたが、次の選挙に向けて2018年12月に離党して新しい政党「新右翼(ニューライト)」を作ってその党首になった。ベネットは「世俗派と宗教派(正統派)勢力の対等なパートナーシップを目指す」と言った。
2019年4月の第21回クネセト選挙では新右翼(ニューライト)は3.22%の得票で、議席を獲得できる3.25%の得票数にわずかに届かず、ベネットは落選した。一方、古巣の政党ユダヤ人の家は、新しい党首en:Rafi_Peretzが率いてベザレル・スモトリッチの政党Tkuma(ナショナルユニオンTkuma)と裁判所に立候補が禁止されたミハエル・ベン＝アリとイタマル・ベン-グヴィルの政党ユダヤの力(オツマ・イェフディット)との政党連合URWPを組んで、5議席を獲得した。スモトリッチはネタニヤフに法務大臣のポストを要求した。この選挙の結果では誰も過半数をまとめることができず、議会で解散総選挙法が可決されたあと、2019年6月2日にネタニヤフはベネットを教育大臣とディアスポラ問題担当大臣から解任し、ベネットの側近Ayelet Shakedも法務大臣から解任した。暫定政権としての第四次ネタニヤフ政権(第34代政府)で、Rafi Peretzがベネットの後任の教育大臣になり、スモトリッチは運輸大臣になった。
2019年6月25日にイタマル・ベン-グヴィルの政党ユダヤの力(オツマ・イェフディット)は、政党連合URWPを離脱した。
選挙の責任を取り党首を辞任したベネットに代わって、2019年7月21日にen:Ayelet_Shakedが政党新右翼(ニューライト)の党首になる。政党新右翼(ニューライト)は古巣である政党ユダヤ人の家と政党Tkuma(ナショナルユニオンTkuma)で構成される右翼政党連合(URWP)と「ヤミナ」という政党連合(選挙同盟)を組んだ。
2019年9月の第22回クネセト選挙で政党連合ヤミナは7議席分の票を得た。この一部としてベネットは当選した。選挙後、選挙前に決められていた通り政党連合ヤミナは解散した。暫定政権としての第四次ネタニヤフ政権(第34代政府)で2019年11月8日から国防大臣を務める。この選挙の結果でも誰も過半数をまとめることができず期限が来て、また議会の解散と総選挙が決まった。
2020年1月、政党連合ヤミナは再結成され、ベネットが代表になる。1月16日、ネタニヤフは右翼ブロックの一部として、議席を獲得できない程度の得票数が予想されている政党オツマ・イェフディットへの投票が死票にならないように、政党連合ヤミナに政党オツマ・イェフディットを加えるよう要求したが、ヤミナの代表ベネットは(2019年4月と9月の選挙と同様に)拒否した。ベネットは「過激派のカハニスト政党であるオツマを我々ヤミナの仲間に入れるつもりはない」「ネタニヤフがそこまでしてオツマのベングヴィルを当選させたいのなら、リクードの一部として当選させればいいじゃないか」と言った。
2020年3月の第23回クネセト選挙で政党連合ヤミナは6議席分の票を得た。この一部としてベネットは当選した。ヤミナはネタニヤフを首相に推薦したが、もしネタニヤフがアラブ系政党であるジョイントリストとの連立政権を作るなら、ヤミナは連立に参加しないと言った。COVID-19に対応するために二大政党のリクードと「青と白」は大連立を組むことを決めた。2020年5月にネタニヤフとガンツの政権(第35代政府)が成立した。政党連合ヤミナを構成する政党ユダヤ人の家とその唯一の議員で党首のRafi Peretzは、政党連合ヤミナを離脱して連立政権に加わり、エルサレム問題・遺産大臣になった。政党連合ヤミナは野党になることを選んだ。
2020年12月23日までに予算案が可決されず、予算案の可決期限を延長する法案も否決されたため、解散と総選挙が決まった。
2021年1月5日、政党ユダヤの家の党首Rafi Peretzは宗教的シオニズム勢力の統合のため、党首を辞任した。1月8日に政党Tkuma(ナショナルユニオンTkuma)は宗教シオニスト党に改名し、ヤミナから離脱した。政治同盟ヤミナは、政党新右翼(ニューライト)だけで構成する政治同盟になった。
2021年3月23日に執行された第24回イスラエル議会総選挙で、政治同盟ヤミナは7議席分の票を得る。大統領はベンヤミン・ネタニヤフに組閣を要請したが、ネタニヤフは過半数をまとめることができず、5月4日に組閣を断念。ベネットとベネットが率いる政党連合ヤミナと政党ニューライトはその名の通り右翼勢力で、それまでネタニヤフを支持する右翼ブロックだった。しかし、何度選挙をしても右翼ブロックが過半数をまとめることができず、これ以上選挙を繰り返さないために、ベネットはヤイル・ラピドが率いる「変革ブロック」に協力することを決めて、ヤミナの7人中6人がこれに参加した。6月2日、新右翼を含む野党8党が連立政権樹立で合意し、ベネットが首相を2年間務めた後、中道のイェシュ・アティッド党首ヤイル・ラピドが首相を務める輪番制を採用することとなった。これで、右派(ヤミナ、イスラエル・ベイテイヌ、ニューホープ)、中道派(イェシュ・アティッド、青と白)、左派(労働党、メレツ)、そしてアラブのラアム党の支援を得て120議席の過半数61議席がまとまった。6月13日に新内閣が議会で賛成60、反対59票の僅差で承認され、ベネットとラピドの政権(第36代政府)が成立し、ベネットは首相に就任した。ベネットとベネットの党は右翼勢力でありながら、アラブ系政党である統一アラブリスト(ラアム)と連立政権を組んだ。
2021年11月には予算案を4年ぶりに通すなど実績も上げたが、8政党による連立政権の舵取りは困難を極め離脱者が続出した。2022年4月、政党連合ヤミナ(政党ニューライト)の議員en:Idit_Silmanが政権への支持をやめて与党から野党に加わったためこの政権は過半数割れした。パレスチナ領域に入植地を作って住んでいるイスラエル人にイスラエル国内法を適用して保護するための5年の時限付きの法律の有効期限が2022年6月末で切れるため、それをまた延長する法律案に野党の右翼ブロックも賛成せず2022年6月6日に否決され、政権は窮地に陥った。6月21日、連立政権は議会解散と総選挙を実施する方針を固め、ベネットがこれを発表した。6月29日、次の総選挙で出馬しない意向を表明。6月30日、クネセトは国会解散法を可決し、11月1日の第25回イスラエル議会総選挙執行を決定、またベネットはラピドに首相職を譲ることとなった。7月1日よりラピド内閣の控えの首相を務める。期限が切れる前に解散されたため、議会の解散中と次の選挙から3ヶ月後までは入植地の保護はそのまま凍結される。11月に第25回クネセト選挙が行われて議員ではなくなったあと、新政権が発足する前に控えの首相を辞任し、政界から引退した。
宗教シオニズム勢力の中では穏健派で、オツマ・イェフディットとの協力を拒否したが、選挙前の約束を破ってラピド主導の変革ブロック(左翼ブロック)に協力したことで支持を失い、次の選挙では代わりに別の宗教シオニズム勢力のベザレル・スモトリッチの政党宗教シオニスト党とイタマル・ベン-グヴィルの政党ユダヤの力(オツマ・イェフディット)の政党連合は票を伸ばした。
2025年にベネットは新しい政党を設立し、政界に復帰するような動きを見せている。世論調査では、その新党は29議席を獲得する程度の人気があり、次の首相の最有力候補になっている。また、2025年の調査で、宗教シオニズム勢力の約半数は「現在のクネセトには我々を代表する政党や政治家がいない」と回答している。

## 人物
- 英語を流暢に話すことができ、アメリカのメディアのインタビューなどにもよく応じている。
- 両親は1967年にサンフランシスコからイスラエルに移住したユダヤ人である、父親は不動産仲介業者で、仕事のために家族ともどもアメリカ、カナダとイスラエルの間を数回往復したが、1982年以降、家族とともにイスラエルに定住する[40]。